# 豊国通
豊国通（とよくにとおり）は、愛知県名古屋市中村区の地名。現行行政地名は豊国通1丁目から豊国通4丁目および豊国通6丁目。住居表示未実施。

## 地理
名古屋市中村区中央部に位置する。西は香取町・砂田町・上石川町に接する。

## 歴史

### 地名の由来
豊国神社に由来する。

### 沿革
- 1947年（昭和22年）9月1日 - 以下の通り、中村区下中村町の一部により、同区豊国通として成立する[1]。
  - 豊国通1丁目が、下中村町字砂田・字荒池の各一部により成立[1]。
  - 豊国通2丁目が、下中村町字荒池の一部により成立[1]。
  - 豊国通3丁目が、下中村町字荒池・字折戸・字北鈍池の各一部により成立[1]。
  - 豊国通4丁目が、下中村町字北鈍池・字西鈍池の各一部により成立[1]。
- 1954年（昭和29年）10月1日 - 豊国通4丁目に、向島町6丁目の一部が編入される[9]。
- 1959年（昭和34年）5月1日 - 豊国通6丁目に、烏森町字天地および岩塚町字向田・字猫塚の各一部が編入される[9]。
- 1966年（昭和41年）1月26日 - 鈍池町3丁目に、豊国通4丁目の一部が編入される[10]。

## 世帯数と人口
2019年（平成31年）2月1日現在の世帯数と人口は以下の通りである。
| 町丁   | 世帯数  | 人口  |
| ------ | ------- | ----- |
| 豊国通 | 360世帯 | 462人 |

### 人口の変遷
国勢調査による人口の推移
| 1950年（昭和25年） | 26人  | [ 11 ] |  |
| 1955年（昭和30年） | 28人  | [ 11 ] |  |
| 1960年（昭和35年） | 180人 | [ 12 ] |  |
| 1965年（昭和40年） | 229人 | [ 12 ] |  |
| 1970年（昭和45年） | 296人 | [ 13 ] |  |
| 1975年（昭和50年） | 336人 | [ 13 ] |  |
| 1980年（昭和55年） | 357人 | [ 14 ] |  |
| 1985年（昭和60年） | 407人 | [ 14 ] |  |
| 1990年（平成2年）  | 460人 | [ 15 ] |  |
| 1995年（平成7年）  | 460人 | [ 16 ] |  |
| 2000年（平成12年） | 484人 | [ 17 ] |  |
| 2005年（平成17年） | 484人 | [ 18 ] |  |
| 2010年（平成22年） | 422人 | [ 19 ] |  |
| 2015年（平成27年） | 392人 | [ 20 ] |  |

## 学区
市立小・中学校に通う場合、学校等は以下の通りとなる。また、公立高等学校に通う場合の学区は以下の通りとなる。なお、小学校は学校選択制度を導入しておらず、番毎で各学校に指定されている。
| 丁目        | 小学校                                  | 中学校               | 高等学校 |
| ----------- | --------------------------------------- | -------------------- | -------- |
| 豊国通1丁目 | 名古屋市立千成小学校                    | 名古屋市立豊国中学校 | 尾張学区 |
| 豊国通2丁目 | 名古屋市立千成小学校                    | 名古屋市立豊国中学校 | 尾張学区 |
| 豊国通3丁目 | 名古屋市立千成小学校                    | 名古屋市立豊国中学校 | 尾張学区 |
| 豊国通4丁目 | 名古屋市立千成小学校                    | 名古屋市立豊国中学校 | 尾張学区 |
| 豊国通5丁目 | 名古屋市立柳小学校                      | 名古屋市立御田中学校 | 尾張学区 |
| 豊国通6丁目 | 名古屋市立柳小学校 名古屋市立岩塚小学校 | 名古屋市立御田中学校 | 尾張学区 |

## 施設
- 豊国通（名古屋市道中村稲永線・名古屋市道烏森南部第23号線）[7]
- 名古屋市営地下鉄東山線 中村公園駅[7]
- 共友リース

## その他

### 日本郵便
- 郵便番号 : 453-0834[4]（集配局：中村郵便局[23]）。